# ヒトエグサ
ヒトエグサ（一重草、学名：Monostroma nitidum）はアオサ藻綱ヒビミドロ目ヒトエグサ科ヒトエグサ属の海藻の一種。
食用とされる「あおさ」「あおのり」の多くは本種であり、食品として広く活用されている海藻である。

## 特徴
分布
日本では本州の太平洋沿岸から九州、南西諸島に、日本国外では朝鮮半島、中国南部に分布する。
生育環境
冬季から初夏に潮間帯の岩上に生育する。
形態
長さ4-10cmの葉状の緑藻。植物体が1層の細胞からなり、このため一重草という和名がついている。ヒトエグサは同属よりも薄く柔らかく、形状はほぼ円形で、成長するに従って放射状に裂けたり、しわができる。

## 利用

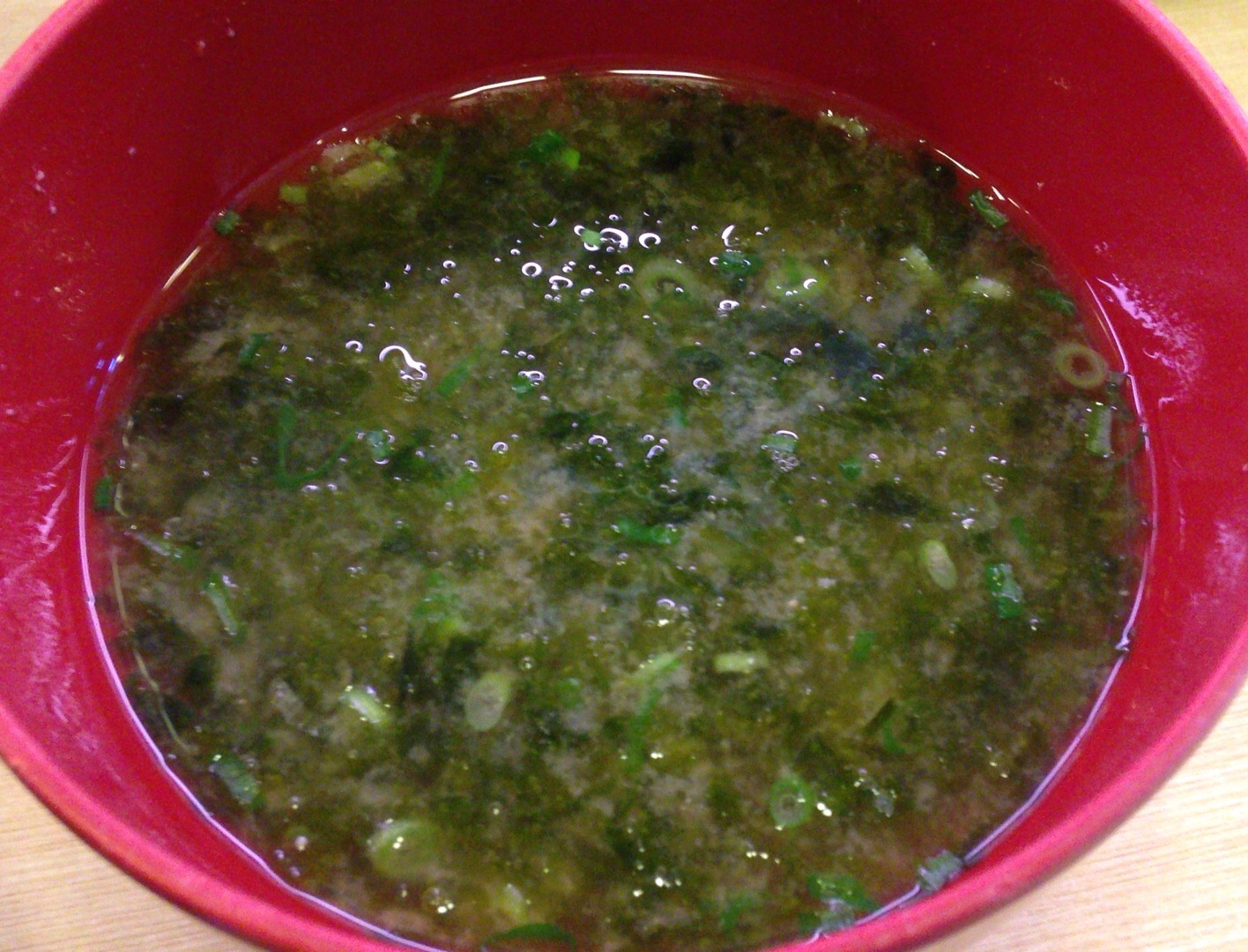
「アオサの味噌汁」として提供されているヒトエグサの味噌汁（はま寿司）

商品作物として、海苔の佃煮やふりかけの原料などに利用される。生の状態や乾燥食品として流通するものは、味噌汁やお吸い物など汁物の実としたり、卵焼きに混ぜたり、寿司ネタにしたり、海藻サラダの具にしたりと、様々な家庭料理に活用される。沖縄県ではアーサと呼び、アーサ汁や天ぷらなどの材料とされる。

## 生産
日本における生産量が第1位の都道府県は三重県であり、全生産量の6〜7割を占める。的矢湾（伊雑ノ浦）・英虞湾・伊勢湾・五ヶ所湾などが主な産地である。特に全生産量の約3割を占める、的矢湾や英虞湾を擁する志摩市では「志摩市あおさプロジェクト｣（志摩半島ではヒトエグサを指して「あおさ」と呼ぶ）を立ち上げ、ヒトエグサをモチーフにした「あおサ〜」というゆるキャラも登場している。
沖縄県ではアーサの名で養殖される。

## 分類
かつてアオサ目に含められていたが、のちにヒビミドロ目に組み入れられた。アオサの仲間の多くは細胞の層が2層であり、ヒトエグサの手触りがぬるぬると滑っている点などで区別ができる。また生活環も異なっており、ヒトエグサを含むヒビミドロ目は配偶体と胞子体の大きさや形状が明瞭に異なるのに対し、アオサを含むアオサ目はそれらの違いがはっきりしない同形世代交代である。